# Un été sans point ni coup sûr
Un été sans point ni coup sûr è un film del 2008 diretto da Francis Leclerc.
Il soggetto è tratto dal libro omonimo dello scrittore Marc Robitaille. Prodotto in Canada dalla Palomar e distribuito da Alliance Vivafilm dal 1º agosto 2008, ha beneficiato del supporto della SODEC, di Telefilm Canada, di Radio Canada e di Super Ecran.

## Trama
Estate 1969 in un sobborgo di Montréal. Martin, 12 anni, è un tipico bambino dell'epoca che non si diverte con nulla fino a quando inizia a giocare a baseball con i suoi coetanei. Martin quasi subito sente la passione per questo sport ed il suo desiderio più grande diviene quello di entrare a far parte della squadra dei nuovi eroi locali di baseball; gli Expos che hanno appena fatto il loro debutto a Montréal. Il solo problema di Martin è che deve riuscire a superare le selezioni per entrare nell'élite della squadra A diretta dal severo allenatore Turcotte. Purtroppo i suoi sogni ben presto s'infrangono ed il mondo gli sembra crollare addosso nella sua estate dei 12 anni proprio perché non riesce a passare le selezioni. Il padre, un uomo per niente tranquillo a causa delle rivoluzioni dell'epoca, decide così di improvvisarsi allenatore di una squadra di baseball di serie B riaccendendo le speranze del figlio. Martin dopo l'iniziale euforia deve comunque fare i conti con la realtà; l'unico talento della sua squadra è quello di trovare nuovi modi per perdere e suo padre non sa poi molto sul baseball, su di lui e sui ragazzi della sua età. La madre invece è all'alba di una nuova vita, tanto che cercando l'emancipazione arriva a sconvolgere l'intera famiglia.

## Produzione
Il film ha beneficiato di un budget di 4 milioni di dollari per 31 giorni di riprese.